# IC 2603
IC 2603 — галактика типу * (зірка) у сузір'ї Малий Лев.
Цей об'єкт міститься в оригінальній редакції індексного каталогу.